# Храм Святителя Николы Чудотворца (Арзамас)
Храм Святителя Николы Чудотворца — старообрядческая церковь на улице Владимирского, принадлежащая Русской православной старообрядческой церкви. Старообрядческий приход в Арзамасе организован в 1997 году, под храм было  обустроено и приспособлено  здание местного детского сада. При храме существует воскресная школа.